# Успение Богородично (Пистико)
Вижте пояснителната страница за други значения на Успение Богородично.
„Успение Богородично“ (на гръцки: Kοίμησης της Θεοτόκου) е възрожденска православна църква в гревенското село Пистико, Егейска Македония, Гърция. Част е от Гревенската епархия.
Храмът е издигнат в 1849 година по времето на митрополит Агапий Гревенски, както се разбира от надписа ѝ. Представлява еднокорабна базилика с женска църква и трем от северната страна. Има дървен иконостас и стенописи от XIX век в светилището и на южната стена. При Гревенското земетресение от 1995 година храмът претърпява доста щети като пукнатини, като особено силно пострадват стенописите.
В 1987 година църквата, като забележителен пример за църковната архитектура и живопис от XIX век, е обявена за защитен исторически паметник.